# Slagzin
Een slagzin of slogan (Engels, afkomstig uit het Schots-Gaelisch) is een korte tekst die wordt gebruikt voor propaganda of commerciële doeleinden.

## Definitie en achtergrond
Een slagzin is een kernachtige verbale uiting van een onderdeel van een ideologie van een organisatie of beweging, of van een commerciële doelstelling van een bedrijf.
Het Engelse woord slogan is afkomstig van sluagh-ghairm (uitgesproken /ˌslɔəɣˈjɛrəm/), hetgeen in het Schots-Gaelisch (de oorspronkelijke taal van de Schotse Hooglanden) oorlogskreet betekent.
Slagzinnen kunnen worden onderzocht op hun effecten ('hoe goed onthouden mensen een slagzin?' 'hoe goed koppelen mensen een slagzin aan het beoogde doel?') maar ook op hun eigenschappen ('welke taalkenmerken hebben slagzinnen gebruikt door bepaalde organisaties of bedrijven?').

## Aforisme

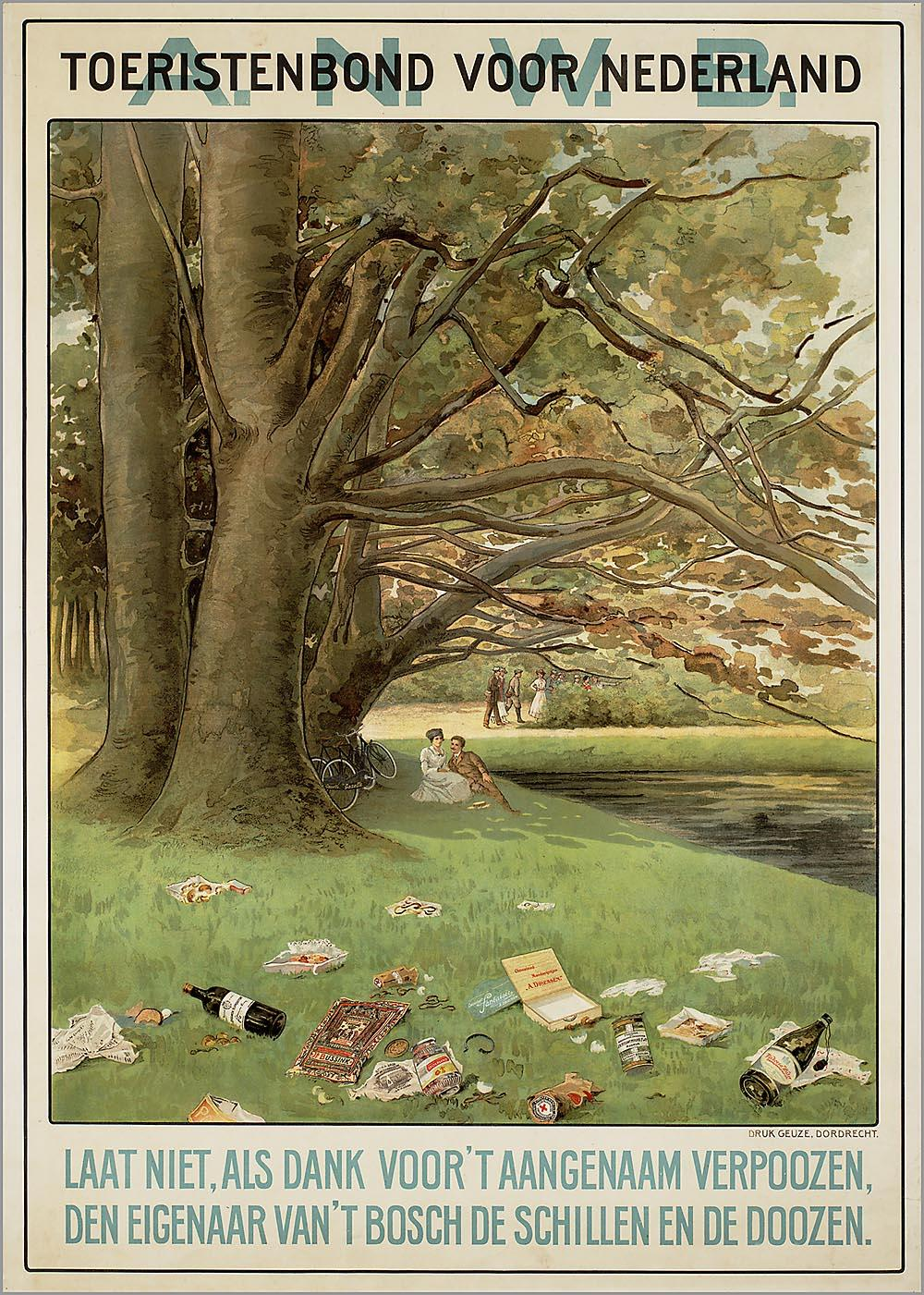
Affiche tegen zwerfvuil (ca. 1900)

Slagzinnen kunnen, als ze goed aanslaan, tijdelijk en plaatselijk een aforisme zijn.
Ideologische voorbeelden zijn:
- Ask not what your country can do for you - ask what you can do for your country - uit de inaugurele rede van John F. Kennedy, januari 1961
- Baas in eigen buik - voor het recht op beschikking over de eigen vruchtbaarheid of het recht op abortus;
- "Eigen Volk Eerst", "Wij zeggen wat u denkt" en "Vlaams Belang, de stem van het Volk" zijn slogans van het Vlaams Belang.
- Liever dood dan rood - tegen het communisme;
- Make love not war - tegen de oorlog in Vietnam;

Commerciële (Nederlandse) voorbeelden zijn:
- Even Apeldoorn bellen
- Foutje, bedankt!
- Ik ga wel bij Japie eten!
- Ik had nog zo gezegd: geen bommetje!
- Ik wil Bolletje.
- Schat, staat de Bokma koud?
- Wij van Wc-eend adviseren Wc-eend

Een afgekorte slagzin die ook aforistisch werd is "Laat niet als dank...". De volledige zin luidde: "Laat niet, als dank voor 't aangenaam verpoozen, den eigenaar van het bosch, de schillen en de doozen" en werd rond 1900 geïntroduceerd door de ANWB. Later, toen de volledige boodschap als bekend werd verondersteld, verschenen er bordjes in Nederlandse bossen en parken met daarop alleen de eerste vier woorden.

## Tagline
Een tagline is een korte, kernachtige slagzin die wordt gebruikt om een speelfilm of televisieserie aan te prijzen. Een filmtagline wordt in een filmtrailer of op een filmposter gebruikt om een bioscoopfilm aan te prijzen. Daarnaast worden taglines gebruikt ter promotie van tv-series.
Voorbeelden:
- 50 First Dates - Imagine having to win over the girl of your dreams... every friggin' day.
- Forrest Gump - Life is like a box of chocolates, you never know what you are going to get.
- Harry Potter en de Relieken van de Dood: deel 2 - It all ends.
- Memento - Some memories are best forgotten.
- The A-Team - Heroes for hire.
- The Godfather - An offer you can't refuse.
- Terminator - I'll be back.
- De lift - Take the stairs, take the stairs. For God's sake, take the stairs!!!
- Jurassic Park - An adventure 65 million years in the making.

## Onderzoek naar slagzinnen
De taal van de slagzin wordt wel beschreven aan de hand van syntactische, semantische, pragmatische kenmerken en stijlfiguren. 
De relatie met de marketing wordt gelegd aan de hand van de product-levens-cyclus en de positioneringsstrategie.
Onder product-levenscyclus wordt verstaan: de fase waarin het product of het merk verkeert (Leeflang en Van Rooij 1995): de kwantitatieve en kwalitatieve beschrijving van de gang van een product of dienst op een bepaalde afgebakende markt in de loop van de tijd (281). Er worden vijf fasen onderscheiden: introductiefase, groeifase, volwassenfase, verzadigingsfase, eindfase. Per fase verschillen de concurrentie-positie, de doelstelling en daarmee ook de marketingcommunicatie. De slagzin zal dus bij wisseling van fase kunnen veranderen.
Onder positioneringsstrategie wordt verstaan (Floor en Van Raaij 1995): informationele positionering (nadruk ligt op functionele eigenschappen), transformationele positionering (nadruk ligt op waarden), tweezijdige positionering (functionele eigenschappen én waarden) en uitvoeringspositionering (vanuit de uitvoering van de 
campagne gepositioneerd, de reclame zelf wordt het onderscheidende kenmerk).

## Juridische bescherming
Slagzinnen kunnen auteursrechtelijk beschermd zijn. Het juridische criterium hiervoor is of de slagzin voldoende oorspronkelijk en creatief is en of de stempel van de maker erin is te herkennen. In de praktijk is de juridische bescherming moeilijk voorspelbaar.
Daarnaast kan men slagzinnen als merk laten registreren.